# 台湾の経済史
台湾の経済史(たいわんのけいざいし)では、台湾の現在までの経済の発展について概説する。
台湾の経済は大航海時代より飛躍的な発展を遂げる。17世紀、台湾の地政学にアジアでの重要な位置を占めた台湾はヨーロッパ諸国の貿易拠点となり、また中国、日本、東南アジアを結ぶ中継貿易基地としての地位を確立した。1630年から1945年にかけてそれぞれ時代背景や市場規模は異なるもの、台湾は貿易活動及び農業活動を中心とした経済活動を行っていた。
1950年代になると国共内戦に敗れた中華民国政府により農業経済以外に、工業経済確立のための政策が採用され、1960年代には中小企業を中心に工業生産額が増加、軽工業中心の経済に転換した。1966年から1980年にかけては加工貿易区、十大建設、十二大建設などを通して経済発展の基礎を築き、1980年代後半になると外国資本を積極的に誘致したダイナミックな資本主義経済を導入、台湾経済における政府の役割を縮小し、公営銀行・企業を民営化していった。
現在は電子産業を中心とした科学技術方面での工業を中心とした経済を確立している。

## 先史時代
根據考古学の発掘調査により台湾では旧石器時代後期（50,000年から10,000年前）に人類の居住があったことが確認されている。現在確認できる台湾最初の文化として八仙洞遺跡に代表される遺跡が東海岸を中心に発掘され長浜文化と称されている。また台南市左鎮区では原人の骨格が発見され左鎮人と称されている。また新石器時代になると台北盆地では円山文化、芝山巌文化などの遺跡も発見されている。
先史時代の台湾での経済活動は発掘遺物からの推測となるが漁猟や農耕を主とした経済活動を行っていたと推測される。植物園文化晩期（2,000年前）には台湾でも金属器が使用されるようになり、十三行文化などが確認されている。十三行文化は約2,300年前に始まり、漢人が台北地区に進出するまで続いた。この時代の経済活動は前時代に比べ活発となり、鉄器の使用が始まり農耕技術を向上させたことにその特徴がある。また紡績技術も発達し簡易な道具を用いた衣服の製作を行っていた。

十三行文化の特徴が後に漢人が記録した平埔族その他の台湾原住民の生活特徴と類似しており、多くの考古学及び民俗学学者によってそれは平埔族などの源流であると考えられている。

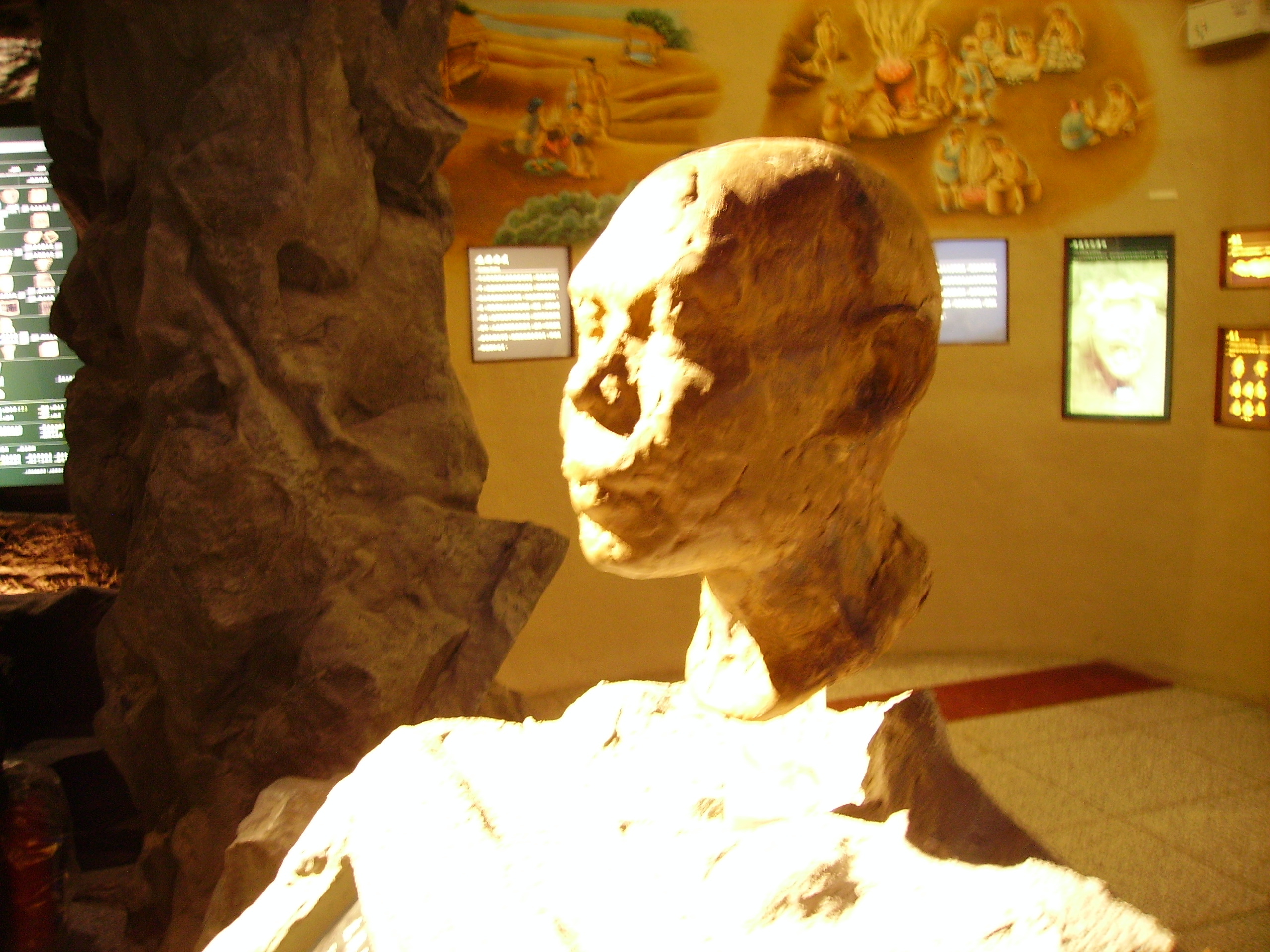
左鎮人の想像図

## オランダ東インド会社による経済活動
17世紀初頭、オランダ東インド会社は台湾での経済活動を行っていたが、その対象地域は澎湖諸島に限定されていた。当時明朝は澎湖は明の版図であると認識していたため、オランダに対し澎湖からの退去を要求、1624年に当時明の統治が及んでいなかった台湾大員（現在の台南市）へと拠点を移し、1662年までの間経済活動を行っていた。
オランダが台湾を占拠した目的は明や日本、李氏朝鮮と東南アジアの拠点の中継基地としての役割と、当時スペインが拠点としていたマニラと明との貿易ルートを遮断する目的があった。当時の主要な輸出品は砂糖、鹿皮、鹿肉、鹿角、籐、米であり、そのほか中継貿易品としてオランダ本国からの金属や薬品、バタビア産の香料、琥珀、麻布、アヘン、錫、鉛、明の絹や陶器、金などが取り扱われていた。

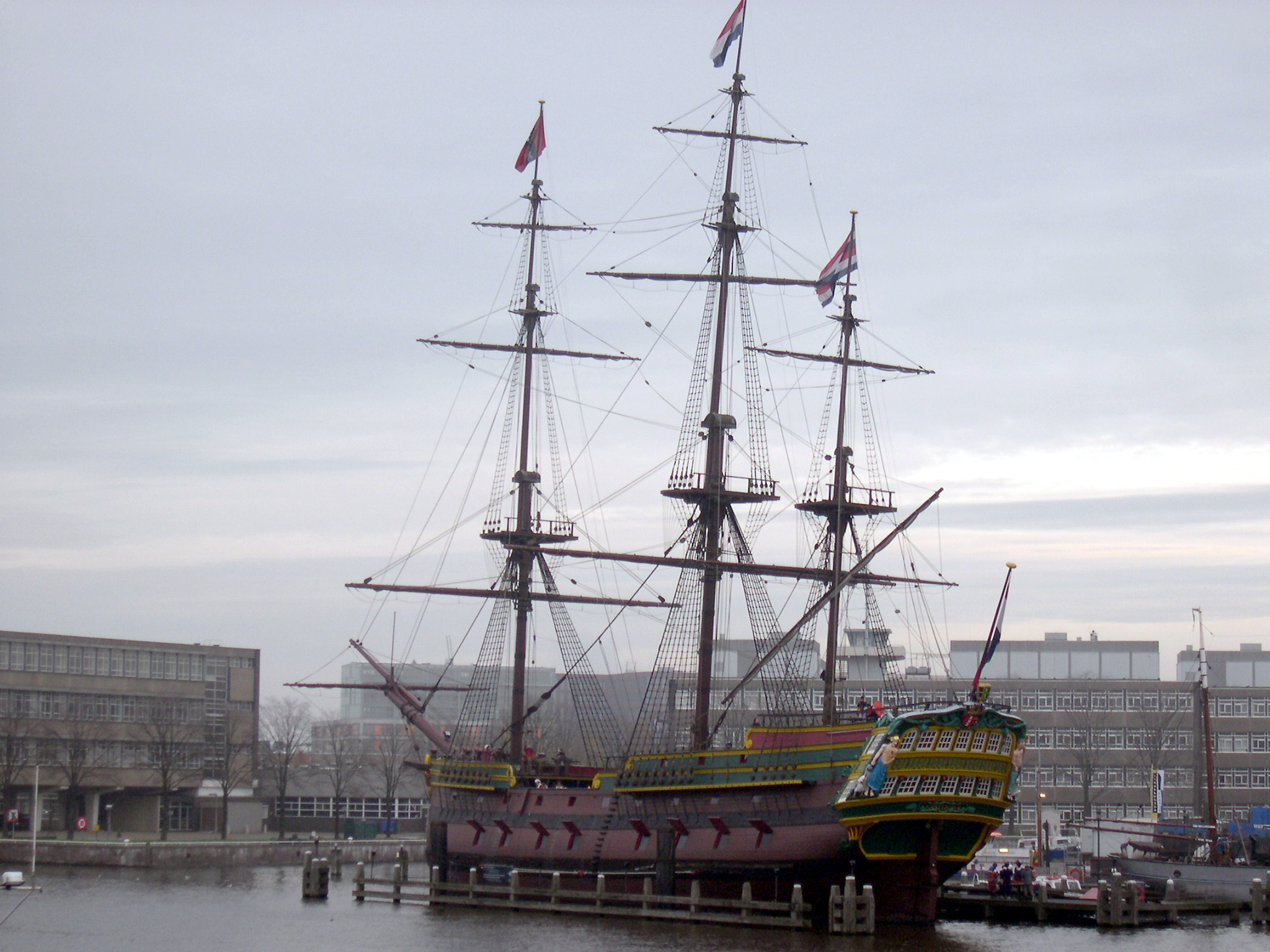
オランダ東インド会社の船舶

鹿皮を例にあげれば、1634年から1638年の僅か4年間で、台湾から武具製作で大量の需要のあった日本に輸出された鹿皮は11万から15万枚を記録し、1658年になると砂糖も日本やペルシャの需要を満たすだけの生産量を確保し、バタビア向けの輸出も開始された。オランダ東インド会社はアジア地区に35ヶ所の拠点を設けたが、売り上げの第1位の日本（38.8%）についで台湾は第2位（25.6%）の地位を締めるに至った。しかしこれらの貿易による利益は株主に還元され、台湾社会の建築に還元されることはなかった。
当時の台湾で貿易を経営していた国はオランダ以外に日本もある。日本人との経済競争が発生するとオランダは日本商人に10%の税を課税し日本側の不満を惹起、浜田弥兵衛事件という衝突事件が発生し、1628年から1632年まで両国間の貿易が停止した。しかし日本は間もなく鎖国政策を実施し、貿易を巡る両国の対立は自然消滅した。

## 鄭氏政権の農業政策
鄭氏政権の存続期間は短期であったが、台湾の経済史の中では大きな発展がみられた時代である。特に注目されるのが貿易及び農業の振興政策であり、兵糧問題を解決するため、各将士に一定の都李を割りあて開墾を推進した。これら営盤田、文武官田と称される土地私有制を通した賦税制度の確立は経済資本を増大させることとなった。またその政権中期には陳永華による政権整備が進み、全島に統治権を行使した以外に階層分化も進み、台湾は歴然とした独立国家となり、独自の経済体として発展していった。
この時期の農業は食糧確保が優先され製糖作物から稲作に転換され、この農業経済の方向転換が現在の台湾にも影響を与えている。1665年、陳永華の農業灌漑事業は漢人の高雄地区への入植を促し発展していくこととなった。また製塩業の発展にも尽力し、前時代からの鹿皮などの商品を獲得するための狩猟活動も当時の台湾における重要な経済活動であった。
貿易方面ではイギリスや日本などが鄭氏政権が確立した台湾との貿易を行っている。イギリス東インド会社は鄭氏政権を「台湾王国」あるいは「フォルモサ王」として通商条約を締結するなど活発な活動がみられた。史実の鄭成功は、彼自身の目標である「反清復明」を果たす事無く死去し、また台湾と関連していた時期も短かった。だが、鄭成功は台湾独自の政権を打ち立てて台湾開発を促進する基礎を築いたこともまた事実であるため、鄭成功は今日では台湾人の精神的支柱（開発始祖、「ピルグリム・ファーザー」）として社会的に極めて高い地位を占めている。

## 清朝統治時代
清朝による台湾統治の初期は台湾に対しての積極的な政策は採用されず、個人的な移民による開墾と水利事業が主体となった。
水利事業は農業の根幹であり経済発展の原動力である。1719年から施世榜は濁水渓を利用した水利工事を行うと、「圳（用水路の意味）」が台湾経済発展の重要な地域を占めるに至った。18世紀初頭、台湾の耕地が水田となると、農業経済と農業生産力は飛躍的な発展を遂げることとなり、1725年には台湾より大陸に米が輸送されるという台湾経済市場注目すべき成果を挙げている。
また清代になっても貿易とそれに付随する商業活動が活発に行われていた。一府二鹿三艋舺と称される三大都市が台湾の物流の中心となり、また「郊」と称される組織を利用して特定地区の貿易も盛んに行われた。
1858年、英仏両国が市場を求め清朝に開港を要求、その結果台湾の安平、打狗、基隆、淡水が開港されることとなり、台湾からは商品価値の高い茶葉及び樟脳が輸出され、台湾経済発展の資本形成に寄与している。

## 日本統治時代

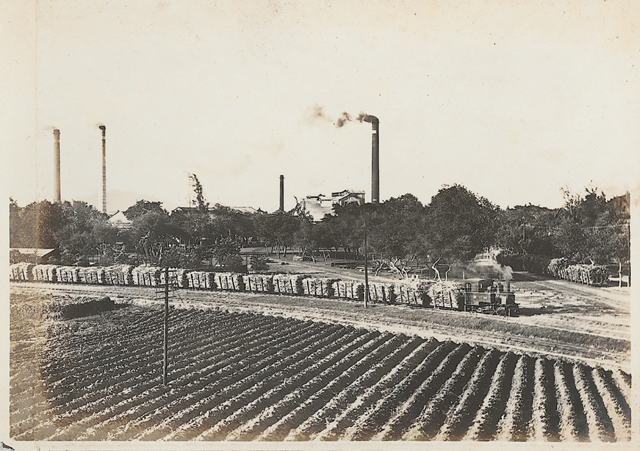
日本統治時代の糖業鐵道。

### 台湾の資本主義化の基礎工事
日本による台湾統治の開始により台湾経済の資本主義化が始まった。それは、まず度量衡の統一と中央銀行の設立、さらに貨幣制度の統一から始められた。いわゆる「資本主義化の基礎工事」である。
- 度量衡の統一 社会経済の資本主義化する前提は生産物の商品化にある。そのためには個々の商品の価格が統一的に決まることが必要となる。それには度量衡（商品の物理的側面）と貨幣（商品の経済的側面）の両者が統一されていることが必要である。日本領有前の台湾においては両者とも統一されていなかった。度量衡の統一についは1895年（明治28年）10月より内地式度量衡器移入販売の途はすでに開かれていたが、児玉・後藤政治においては、1902年（明治33年）に「台湾度量衡条例」を公布し、1905年（明治36年）末日をもって旧式度量衡器の使用を禁じた[1]。

- 中央銀行としての台湾銀行の設立 1897年（明治30年）4月に台湾銀行法が制定され、その設立準備が始まっていた。その際台湾を金本位制にするか銀本位制にするか大きな問題であったが、結局は銀を金と計算させて、刻印付き円銀を流通させた。こうした議論の中で、台湾銀行設立の動きが積極化したのは、台湾銀行法が施行された2年後の1899年（明治32年）のことであった。同年3月「台湾事業公債法」が制定され、土地調査事業や鉄道建設、港湾設備に必要な費用3,500万を公債で調達し、その公債消化に専売事業収入を充当することが決定されると、台湾銀行は公債発行の要の地位を与えられて、その設立が急がれたのである。こうして1899年9月台湾銀行が資本金500万円をもって営業を開始した。このように幣制統一と中央銀行創設が、台湾占領後の統治政策の一環として展開された[2]。
- 貨幣制度の統一 日本領有前の台湾において貨幣制度は、清国におけると同様混乱と錯綜を極めており、貨幣の種類も百数十種類にも及ぶほどであった。前述刻印付き円銀の発行という経過的措置を経たあと、1906年（明治37年）に台湾銀行をして金貨兌換券を発行させた[3]。

### 台湾財政の独立化とインフラ整備
日本による台湾統治の初期、台湾の財政は日本政府の巨額の国庫補助が必要であった。1896年（明治29年）の台湾総督府歳入965万円中日本政府の国庫補助は694万円をしめた。翌1897年（明治30年）の歳入1128万円中国庫補助は596万円を占めた。1898年度（明治31年度）からは、台湾特別会計による国庫補助が開始されている。そこで、台湾の財政的な自立が、台湾統治上の最大の眼目になっていた。そのため、児玉・後藤政治では、1899年（明治32年）から専売制度の開始ならびに地方税制の開始を含めて、「財政二十箇年計画」を発表し、台湾財政の独立と台湾経済の自立化に乗り出した。この計画の具体的内容は、本国補充金を漸減して明治42年度（1909年度）以降の自立財政とするものとし、生産的事業のためには公債を起債し、明治37年度（1904年度）よりはその元利償却を差し引いてなお歳入余剰をみるという計画であった。以下、本計画と併せてとられた施策について解説する。
- 専売制度  1896年（明治29年）に阿片、1899年（明治32年）に食塩及び樟脳、1905年（明治38年）に煙草、1922年（大正11年）に酒の専売制度をそれぞれ開始した。この専売制度は、台湾財政の独立化に大きく貢献するとともに、資本家的企業の発展、その独占化、ことに日本内地資本の勢力樹立に直接の貢献をした。
- 事業公債  1899年（明治32年）3月には、「台湾事業公債法」（法律第75号）を発布して、台湾縦貫鉄道敷設、基隆築港、庁舎建設と水利事業のための公債を募集し、その財源で以上の事業を行った。これらの事業と財源をもとに、さらに1908年（明治41年）から官設灌漑事業と高雄築港事業が開始された。1910年（明治43年）には、林産資源の開発のために「阿里山作業所」が設置された。
- 地方税の実施  1898年（明治31年）7月の勅令第17号をもって地租附加税、家税、営業税、雑種税が課せられた。

この「財政二十箇年計画」は、明治29年度より同42年度までに総額約37,488,000円の補助金を得る計画を立てていたが、補助総額約30,488,000円をうけたのち、予定より早く独立化を実現した。すなわち、基本的に台湾の財政は児玉・後藤政治期に財政的基盤が確立し、それによる独立財政が、1945年（昭和20年）の日本の敗戦まで続くことになる。

### 糖業の奨励
日本による台湾統治の初期にあっては、台湾植民政策の中心を産業振興に置き、そのまた中心を糖業奨励に置いた。台湾に新式製糖会社を設立すべく、児玉・後藤が財界有力者を勧説して、三井毛利その他総数95名の株主を集め、1900年（明治33年）12月に資本金1,000万円で「台湾製糖株式会社」を設立した。しかしながら、その後の台湾の産糖高は減少をきたしたため、台湾糖業政策の根本的計画を樹立すべく1901年（明治34年）農学博士新渡戸稲造を台湾総督府殖産局長として招聘した。その新渡戸が、1901年（明治34年）9月に提出した甘蔗の生産、製造及び市場の3方面にわたる意見書が「糖業改良意見書」である。台湾総督府は、この建議書のほとんどを受け入れ、製糖工場への補助、製糖の原料の確保と市場保護などの奨励策を展開し、製糖業を日本支配下の台湾における最大の産業に急速に発展させた。一連の政策は日本の財閥の投資意欲を高め、「台湾製糖」を皮切りに次々と大規模製糖工場が設立された。近代的な製糖方法が伝統的な製糖方法に取って代わった。また台湾人も製糖工場の設立を行い、林本源製糖などが資本投下したがその大部分は日本資本により生産された。また原材料採取区域制度により甘蔗買付け価格を工場側が決定したことで農民の生活の向上は実現しなかった。

### 日本の台湾統治と台湾農業の発展

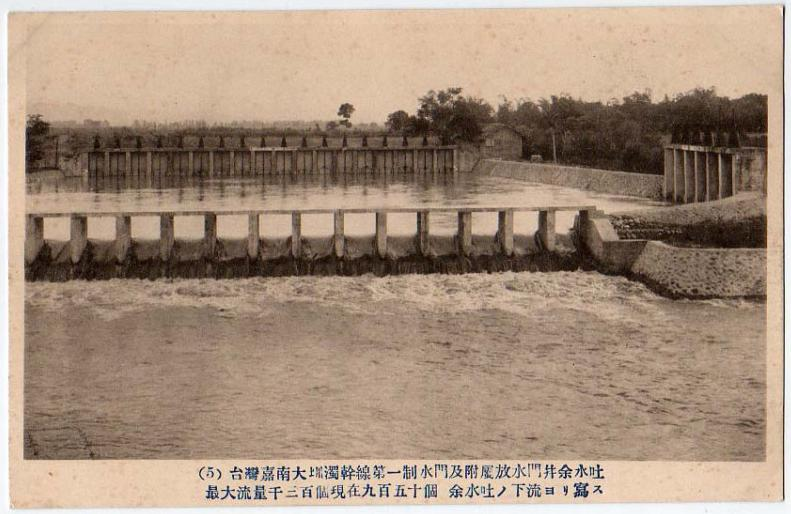
嘉南大圳

日本統治下の台湾における日本政府および台湾総督府の基本政策は、台湾の農業の発展に尽力し、日本本土の食糧需要を満たす一方で、日本本土の工業製品を台湾に供給しようとするものであった。この基本政策により台湾は日本の産業の原料供給地であるとともに、海外市場となったのである。台湾の主要な農作物であった米、砂糖の生産をはじめ、農作を積極的に奨励するという政策が台湾統治の初期より台湾総督府によりとられた。まず、米にあっては、1927年（昭和2年）の蓬萊米の誕生以降日本内地に移出されるものが急増した。同時に農業教育、農業人材の育成を図った。1919年（大正8年）には、台湾人子弟を対象とした農林専門学校を創立した。その後も田畑の水利事業を進め、台湾をアジアの田畑で水利の最も発達した地区にした。日本統治直後の台湾の水田面積は20.1万ヘクタールであったのが、1938年（昭和13年）には54.3万ヘクタールと実に2.7倍になっている。水利事業の代表例が1930年（昭和5年）4月10日竣工した「嘉南大圳」である。嘉南大圳は、1920年（大正9年）着工、10年間かけて完成した。当時の総工費8000万円は、現在の1000億円以上に相当する。中核をなす烏山頭ダムは有効貯水量1億5000万立方メートル、ここから1万6000キロメートルの用水路を巡らし、それまで天水田しかなかった嘉南平野の原野15万ヘクタールが豊かな田園地帯に変わった。

### 工業化へ、台湾経済の大転換
1936年（昭和11年）9月2日、台湾総督に小林躋造が就任した。その1年後日中戦争が勃発したので、小林は情勢の変化に対応するため、1939年（昭和14年）5月19日、台湾の「皇民化、工業化、南進基地化」という3項目の政策を打ち出した。既に1934年（昭和9年）には日月潭水力発電所が完成しており大量かつ廉価な電気の供給が可能となっていた。そのため金属工業、化学工業、機械器具工業、窯業などの新興工業が発展した。元々盛んだった糖業が中心だった農産加工業にも、アルコールや製麻業が加わった。1941年（昭和16年）総督府が「臨時経済審議会」を召集し、「農業は南洋、工業は台湾」との方針を決定し、これまでの「農業は台湾、工業は日本」の方針は大転換されるにいたった。この「工業化」の実態は戦争目的のために推進されたもので、軍需産業に大きく偏重していた。統計数字を見ると、伝統的農産加工業（糖業、パイナップル缶詰製造業）の全工業生産に占める割合は1930年代後半から明らかに下降し、1940年（昭和15年）には61パーセントに落ちた。逆に化学工業と金属工業の割合は大幅に増え、同年には両者の合計は約20パーセントを占めるようになった。

## 中華民国統治時代
日本の敗戦ののち中華民国の統治下に入り、1949年から1959年にかけて政治的には安定化の方向にあった台湾であるが、経済的には困難に直面していた。太平洋戦争末期のアメリカ軍による空襲での生産設備が破壊され、また戦後は極端なインフレの影響を受けた上に、国共内戦の結果100万人もの人口が大陸から流入したことも台湾経済に悪影響を与えた。
そうした中、アメリカからの援助（美援）を受け経済再建を行い、また1950年代以降は工業立国を目指した経済政策を採用し、現在ではアジア有数の経済大国となっている。